# پیتر مارک کندال
پیتر مارک کندال (انگلیسی: Peter Mark Kendall؛ زادهٔ ۱۱ مهٔ ۱۹۸۶) بازیگر اهل ایالات متحده آمریکا است.
از فیلم‌ها یا مجموعه‌های تلویزیونی که وی در آن نقش داشته‌است، می‌توان به آمریکایی‌ها، تاپ گان: ماوریک، غرنده‌تر از بمب، بازماندگان و گاتهام اشاره کرد.